# 西华门大街
39°54′48″N 116°23′05″E / 39.91335°N 116.38460°E
西华门大街是位于北京市西城区东部的一条大街。

## 简介
西华门大街东起西华门，西到中南海西苑门。因为位于紫禁城西华门外，中华民国时期定名为“西华门大街”。1965年北京市整顿地名时，将邻近该大街的水轮胡同并入，仍然称为“西华门大街”。